# FIM Speedway Grand Prix 3
FIM Speedway Grand Prix 3 – komputerowa gra sportowa o tematyce żużlowej, wyprodukowana przez polskie studio Techland. Gra została wydana 18 kwietnia 2008 roku na platformę PC.

## Rozgrywka
Rozgrywka została podzielona na kilka trybów gry. W trybie Grand Prix gracz może rozegrać cały sezon, wcielając się w wybranego zawodnika. Za dobre wyniki gracz otrzymuje monety, które przeznacza na zakup ulepszeń. Gracz może wziąć także udział w jednym turnieju lub rozegrać pojedynczy bieg, poćwiczyć jazdę podczas treningu oraz rywalizować z innymi graczami w grze wieloosobowej.